# Nellie Connally
Nellie Connally (24 de Fevereiro de 1919 — 1 de setembro de 2006) foi a esposa do governador do estado do Texas John Connally. Ela era a mulher que estava sentada no carro ao lado do Governador Connally, no mesmo carro no qual o Presidente JFK foi assassinado em Dallas, no estado do Texas, em 1963.
Foi a última passageira desse automóvel a falecer, aos 87 anos de idade.